# 1905 au Maroc
Chronologie du Maroc
- 1901
- 1902
- 1903
- 1904
- 1905
- 1906
- 1907
- 1908
- 1909

Cet article présente les faits marquants de l'année 1905 au Maroc ou relatifs au Maroc.

## Événements

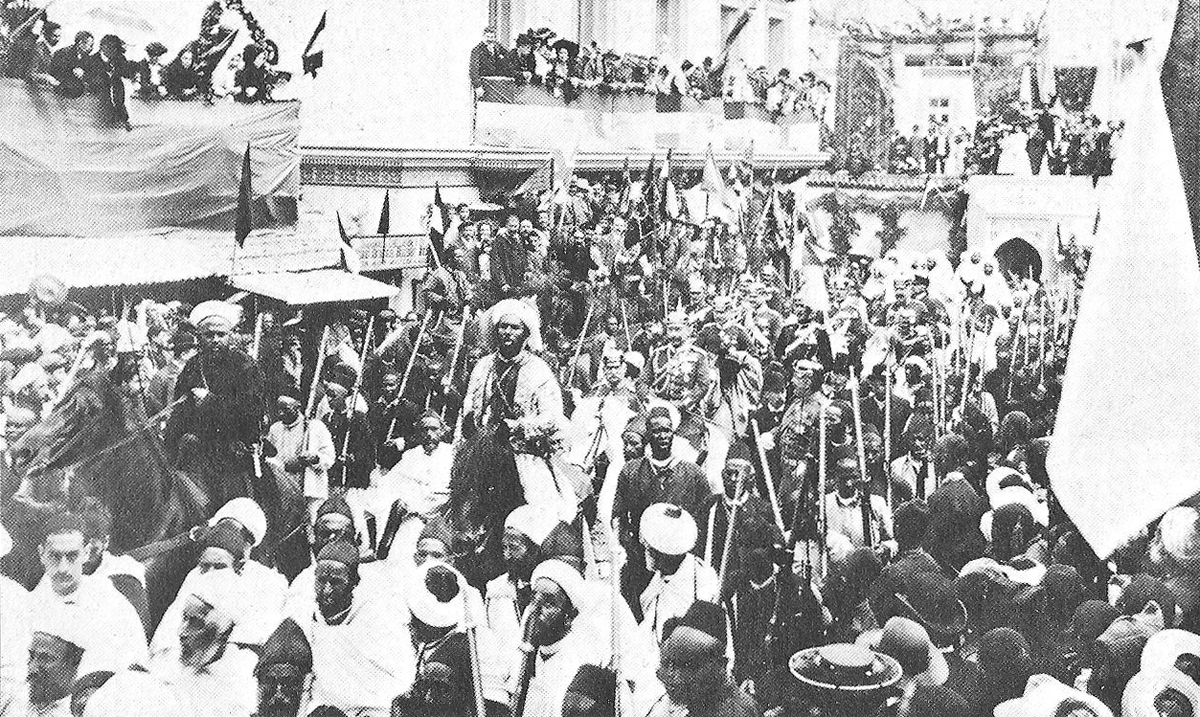
Photo de l'entrée de Guillaume II à Tanger.

- L'empereur Guillaume II d'Allemagne débarque à Tanger le 31 mars. Son discours en faveur de l'autonomie du Maroc déclenche la Crise de Tanger.